# Monte Ramaceto
Il monte Ramaceto (1.345 m s.l.m.) è una montagna dell'Appennino ligure.

## Descrizione
La montagna si trova sull'alta via dei Monti Liguri e domina le valli Fontanabuona, Sturla, Cichero e Aveto.
Dalla sua vetta in giornate particolarmente terse, si possono vedere varie isole, tra cui la Corsica, l'Elba, il Giglio, l'isola di Montecristo, l'isola di Capraia.
Da un suo versante si sviluppa la Val Cichero, che costituisce una via di accesso alla montagna.
Sui suoi versanti si adagiano gli abitati di: Acero, Cichero (frazione di San Colombano Certenoli), Favale di Malvaro, Lorsica, Orero, Romaggi (frazione di San Colombano Certenoli) e Ventarola.

## Tutela naturalistica
La montagna e l'area circostante fanno parte del SIC (Sito di importanza comunitaria) denominato M. Ramaceto (codice: IT1331810).